# Mary Tiles
Mary Tiles (née en 1946) est une philosophe et historienne des mathématiques et des sciences américaine d'origine britannique, professeure émérite à l'université d'Hawaï à Manoa.

## Biographie
Mary Tiles fait des études de philosophie et de mathématiques à l'université de Bristol, dont elle est diplômée en 1967. Elle poursuit ses études et obtient un doctorat en philosophie en 1973, suivi d'un diplôme de philosophie (B.Phil.) en 1974 à Oxford et une maîtrise en 1978 à Cambridge. Elle épouse le philosophe et universitaire Jim Tiles. Après des postes de chargée de conférences et de professeure invitée dans différentes institutions, elle est nommée professeure associée de philosophie à l'université d'Hawaï à Manoa en 1989 et professeure titulaire en 1992. Elle est présidente du département de philosophie de 2006 à 2009. Elle prend sa retraite académique en 2009.

## Activités de recherche
Le domaine d'activité de Tiles est principalement la philosophie et l'histoire de la logique, des mathématiques et des sciences, avec un accent particulier sur les contributions françaises dans ce domaine, notamment Gaston Bachelard, Georges Canguilhem, Bruno Latour, Michel Foucault, Pierre Bourdieu, Michel Serres, Jean-Claude Martzloff, Karine Chemla, Catherine Jami et François Jullien.
Elle publie en 1989 The Philosophy of Set Theory: An Historical Introduction to Cantor Paradise, livre dans lequel elle envisage la philosophie des mathématiques comme inséparable des préoccupations historiques,,,.

## Publications
- avec Hans Oberdiek, Living in a Technological Culture: Human Tools and Human Values Routledge 1995.
- avec Jim Tiles, An Introduction to Historical Epistemology: The Authority of Knowledge, Oxford 1993.
- Mathematics and the Image of Reason, Routledge 1991[7].
- The Philosophy of Set Theory: An Historical Introduction to Cantor Paradise, Blackwell 1989; rééd. Dover, 2004.
- Bachelard: Science and Objectivity, Cambridge University Press 1984[8],[9],[10].